# 황징시
황징시(중국어 정체자: 黃景熙, 병음: Huáng Jîngxī, 1959년 5월 15일 ~ )는 타이완의 정치인이다. 2014년 타오위안시 제1선거구의 시의원으로 당선되었다.